# Matt Monro
Terence Edward Parsons (Londres, 1 de desembre de 1930 - 7 de febrer de 1985), conegut com a Matt Monro, fou un cantant britànic de música popular que es va fer internacionalment conegut en interpretar una de les cançons de la banda sonora d'una de les pel·lícules de James Bond, "Des de Rússia amb amor".
Amb un reconegut sentit del swing, i seguint l'estela de cantants a l'estil de Frank Sinatra, Monro va obtenir els seus principals èxits durant els anys seixanta, sobretot a Gran Bretanya.

## Biografia
Va començar la seva carrera cantant en anuncis de televisió i amb una quantes orquestres britàniques (entre elles, l'Orquestra de Cyril Stapleton) al principi dels anys cinquanta. Després d'uns pocs enregistraments per a diverses companyies, va signar amb Decca per a un disc d'estàndards titulat Blue and Sentimental (1957).
Un any després la seva carrera va viure un moment crucial quan el productor George Martin li va demanar que prestés la seva veu per a un disc de Peter Sellers, Songs for Swingin 'Sellers, en el qual se satiritzaven diversos temes de Sinatra. La contribució de Monro, «You Keep Me Swingin'», li va proporcionar un contracte amb Parlophone, i va aconseguir el número tres a les llistes britàniques amb el seu tema de 1960 "Portrait of my love". Altres temes reeixits van ser "My kind of girl" (que seria el seu primer èxit als Estats Units) i "Softly, as I leave you".
El 1962 va publicar un àlbum per a Parlophone, Matt Monro sings Hoagy Carmichael, amb gran repercussió, tot i que seria la seva interpretació del tema per a la pel·lícula de James Bond la qual li faria ser conegut a tot el món. El seu següent tema, "Walk away", va arribar al número quatre a Gran Bretanya i va entrar entre els vint primers als Estats Units.
Va representar el Regne Unit al Festival de la Cançó d'Eurovisió 1964, on va quedar en el 2n lloc amb el tema I love the little things.
El 1965 es va convertir en el primer artista a versionar el tema dels Beatles, "Yesterday". El 1966, Monro va cantar Born free que va aconseguir l'Oscar a la millor cançó original a la pel·lícula Nascuda lliure.
Posteriorment, es va traslladar als Estats Units i va començar a prodigar-se en locals nocturns i a enregistrar de forma esporàdica durant els anys setanta. El seu disc de 1980 Heartbreakers el va situar de nou en l'ambient musical però la seva salut es va anar deteriorant i per culpa d'un càncer va morir cinc anys després.

## Selecció discogràfica
- 1967: Impossible Dream	 	(Sounds Superb)
- 1998: En Español	(Best Music Int'l)
- 1998: This Is the Life	 	(EMI Gold)